# Bothrops venezuelensis
Bothrops venezuelensis är en ormart som beskrevs av Sandner-Montilla 1952. Bothrops venezuelensis ingår i släktet Bothrops och familjen huggormar. Inga underarter finns listade.
Arten förekommer i Colombia och Venezuela. Honor lägger inga ägg utan föder levande ungar.